# NGC 3077
NGC 3077是一個小型橢圓星系，屬於M81星系群，位於北方的大熊座。 儘管NGC 3077外觀類似於橢圓星系，但由於兩個原因顯得十分奇特。首先，這個星系有模糊的邊緣和散落的塵埃雲，這可能是與較大的鄰居（例如M82星系）發生引力相互作用的結果。 其次，這個星系有一個活躍的核心，導致卡爾·基南·西佛在1943年將NGC 3077列入他的星系表中，現在稱為西佛星系。然而，NGC 3077雖然是一個發射星系，但如今已不再歸類為西佛星系。

## 觀測史
1801年11月8日，NGC 3077被威廉·赫歇爾發現。他評論說“在東北側，有一條微弱的射線破壞了圓形外表”。威廉·亨利·史密斯海軍軍官將其描述為“一個明亮的圓形星雲；它是透明的白色，中心明亮……在這些[繁星]之間，天空是深黑色的，星雲看起來就像以不可思議的距離漂浮在可怕而無限的太空中。

## 距離
天文學家至少使用了兩種技術來測量到NGC 3077的距離。表面亮度起伏（SBF）距離測量技術根據螺旋星系外觀的顆粒度來估計星系的距離。使用這種技術測量NGC 3077的距離為13.2±0.8百萬光年（4.0 ± 0.2 Mpc）。而天文學家使用紅巨星支尖（TRGB）方法來估計NGC 3077的距離為12.5±1.2百萬光年（3.82 ± 0.38 Mpc）。將這些距離測量值平均後得出的距離估計值為12.8±0.7百萬光年（3.9 ± 0.3 Mpc）。

## 外部連結
- WikiSky上关于NGC 3077的内容：DSS2, SDSS, GALEX, IRAS, 氢α, X射线, 天文照片, 天图, 文章和图片